# Борн (Лозер)
Борн (фр. Born) је насељено место у Француској у региону Лангдок-Русијон, у департману Лозер.
По подацима из 2011. године у општини је живело 147 становника, а густина насељености је износила 4,87 становника/km².

## Демографија
| 1962. | 1968. | 1975. | 1982. | 1990. | 2011. |
| ----- | ----- | ----- | ----- | ----- | ----- |
| 229   | 200   | 162   | 149   | 13    | 147   |